# 川崎德次
川崎德次（1921年5月7日—2006年4月25日）為日本的棒球選手，出生於佐賀縣三養基郡鳥栖町。他曾效力於日本職棒西武獅等，守備位置為投手，1957年退休，生涯通算188勝。